# 西山哲男
西山哲男（にしやま てつお、1924年1月6日 - 2021年11月15日）は、日本の流体工学者。東北大学工学部名誉教授。
福島県相馬郡小高町（現・南相馬市）出身。東北大学工学部教授、岩手大学工学部教授などを歴任した。

## 業績
専門は流体力学。プロペラ、水中翼、翼列、翼形キャビテーションなどの流体力学の基礎理論や解析的手法を中心に広範囲に亘り多くの研究を精力的に推進し、その体系化を行った。また、研究指導と教育を通して数多くの研究者や技術者の養成に尽力してきた。
水中翼、キャビテーションを伴う単独翼および翼列の定常特性、曲げ・捩じり振動する翼列のフラッタ、周期変動流れにおける翼列の動的応答、翼形キャビテーションの動的挙動、環状翼列流れにおける三次元性に関し、理論および実験の両面より研究を展開し、プロペラ羽根、ポンプ、水車、タービン等の設計や諸問題解決に多大な寄与があった。
以上の成果に対し、造船協会・日本造船工業会賞、日本機械学会賞、ターボ機械協会賞、また平成13年には勲三等旭日中綬章を受章した。
学会において日本機械学会理事、東北支部長、日本ガスタービン学会評議員、ターボ機械協会評議員、国際会議組織委員などを歴任した。日本機械学会では「流体工学における電算機利用に関する調査研究分科会」、「翼列の非定常問題に関する調査研究分科会」、「流体工学における特異点法に関する調査研究分科会」の主査を務め、研究グループを牽引した。

## 略歴
1924年、福島県相馬郡小高町（現・南相馬市）に生まれる。1947年9月に東京帝国大学第一工学部船舶工学科を卒業し、1949年9月に東京大学大学院第一期特別研究生を修了した。同年10月、東北大学助手に採用され、1950年3月講師、1951年6月に東北大学工学部助教授、昭和41年６月東北大学教授に昇任し、流体力学第一講座を担任した。
昭和37年8月ボーイング社の招聘研究員、昭和49年3月より1年間文部省在外研究員として米国カリフォルニア工科大学および英国ケンブリッジ大学に留学した。さらに、昭和60年４月に内燃機関学講座の担任となり、昭和62年3月定年退職し、同年4月には東北大学名誉教授の称号を授与した。
昭和62年6月、岩手大学教授に就任し、平成元年4月から平成7年3月まで石巻専修大学教授として教育、研究に従事した。大学外においても学術審議会専門委員を歴任し、秋田大学、岩手大学および宮城高等工業専門学校の非常勤講師を長年勤めた。

## 受賞歴
- 1957年　造船協会・日本造船工業会賞
- 1971年　日本機械学会論文賞
- 1982年　日本機械学会論文賞
- 1990年　ターボ機械協会論文賞
- 1996年　日本機械学会名誉員
- 1999年　日本機械学会流体工学部門賞　功績賞
- 2001年　勲三等旭日中綬章
- 2021年　死没日を以て正四位に叙された。

## 著書

### 単著
- 1971年　流体力学１、流体力学２　日刊工業新聞社
- 1973年　流れ学　　　　　　　　　日刊工業新聞社
- 1992年　翼型学　　　　　　　　　日刊工業新聞社
- 1998年　翼型流れ学　　　　　　　日刊工業新聞社
- 2004年　超高速液流翼の流体力学　東京図書出版会
- 2011年　翼列の周期変動流れと誘起する動的応答解析法　創栄出版

### 著書・論文
- J-GLOBAL 西山哲男　著書・論文
- 研究者リゾルバーー西山哲男　著書・論文